# Schinkelkirche zu Wuthenow
| Schinkelkirche zu Wuthenow Dorfkirche Wuthenow | Schinkelkirche zu Wuthenow Dorfkirche Wuthenow      |
| ---------------------------------------------- | --------------------------------------------------- |
| Ansicht von Nordwesten                         |                                                     |
| Adresse                                        | Wuthenow, Dorfstraße                                |
| Konfession                                     | evangelisch                                         |
| Gemeinde                                       | Evangelische Gesamtkirchengemeinde Ruppin           |
| Aktuelle Nutzung                               | Gemeindekirche; Kulturort                           |
| Gebäude                                        |                                                     |
| Baubeginn                                      | 1836                                                |
| Fertigstellung                                 | 04. November 1837                                   |
| Einweihung                                     | 17. Dezember 1837                                   |
| Erneuerungen                                   | in den 1960ern und ab 1991 schrittweise restauriert |
| Stil                                           | spätklassizistisch                                  |
| Architekt                                      | Karl Friedrich Schinkel                             |

Die Schinkelkirche zu Wuthenow, auch Dorfkirche zu Wuthenow, ist eine im Jahr 1837 eingeweihte evangelische Kirche im Neuruppiner Ortsteil Wuthenow.

## Geschichte

### Vorgängerkirchen
Eine erste, wahrscheinliche Fachwerkkirche für die ersten deutschen Siedler in Wuthenow („Wotenowe“) entstand im Mittelalter um das Jahr 1200 auf der höchsten Erhebung des Dorfes, dem Lankeberg.
Das Visitationsprotokoll aus dem Jahr 1541 weist die Dorfkirche Wuthenow als Mutterkirche („mater“) der Neuruppiner Pfarrkirche aus, weshalb die Neuruppiner Superintendenten bis zum Anfang des 20. Jahrhunderts zugleich als Pfarrer von Wuthenow wirkten.

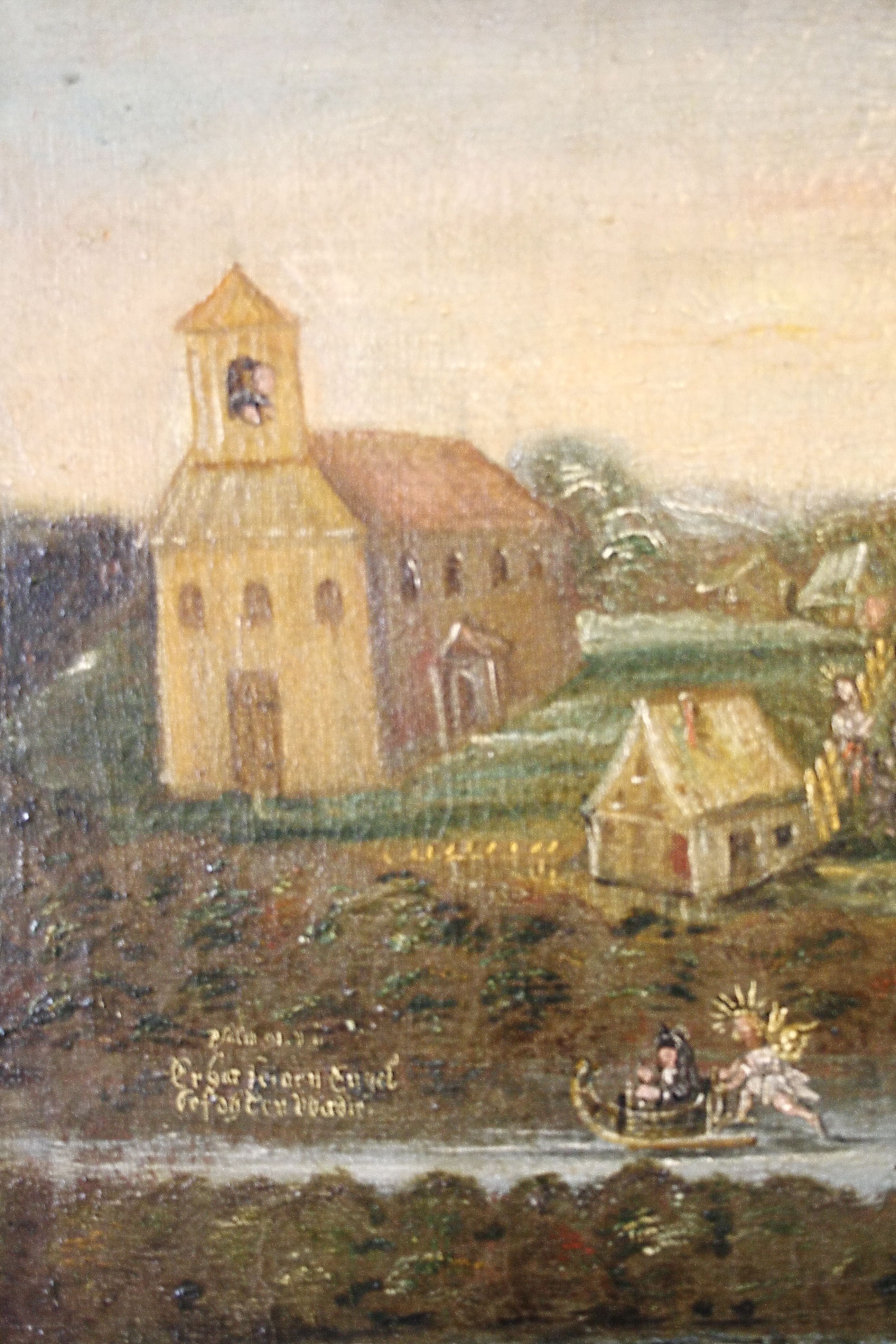
Ausschnitt aus der historischen Stadtansicht, die zweite Kirche von Wuthenow zeigend

Gemäß der Abbildung auf dem Gemälde Prospectus Ruppinensis ac Wuthenowensis inventus a M. Samuele Dietrich Pet. Inspect. pictus ab Henrico Krügero, 1694 (Ansicht von Neuruppin und Wuthenow aus dem Jahr 1694) und überlieferten Berichten hatten sich Bewohner des Ortes um das Jahr 1600 eine zweite Kirche gebaut, die einen hölzernen Turmaufsatz über dem Fachwerksaal besaß. Der Dreißigjährige Krieg (1618–1648) verschonte auch das Dorf Wuthenow nicht, so dass Bauernhäuser zerstört und viele Bewohner geflohen waren oder umgebracht wurden. Auch die Kirche hatte sehr gelitten. Der Turmaufsatz wurde am 14. Februar 1648 durch einen Sturm beschädigt, die Glocken jedoch nicht.
Anschließend bauten die Wuthenower bis 1721 eine neue, größere Kirche, in welcher auch Inspector (Superintendent) Johann Christoph Schinkel, Vater von Karl Friedrich Schinkel, als Pfarrer tätig war. In einem Bericht des Jahres 1810 heißt es zu diesem Gebäude: „Am letzten Sonntag war kurz vor dem Gottesdienst ein großes Stück Kalk von der Decke, gerade auf den Taufstein, gefallen.“ Das Gebäude wurde also nach weniger als 100 Jahren baufällig.
Die folgenden Reparaturversuche brachten keine Verbesserung des Zustandes, so dass die Kirchengemeinde 1834 den Abriss und einen nachfolgenden Neubau beschloss. Vorausschauend hatte Bauinspektor Friedrich Wilhelm Ferdinand Hermann 1824 Entwürfe für ein neues Kirchengebäude angefertigt und diese bei der zuständigen Potsdamer Regierung eingereicht. Die Gutachter lehnten das Projekt jedoch ab und forderten stattdessen die Nutzung der inzwischen verbreiteten Schinkelschen Normalkirche. Um Geld zu sparen, sollte zunächst der Glockenturm weggelassen werden. Landrat Friedrich Christian von Zieten konnte jedoch von der Regierung den Zuschuss für den kompletten Turmbau erwirken. Mit dem Abriss der dritten Dorfkirche wurde am 2. Mai 1836 begonnen.

### Baugeschichte
Der Kirchenbau erfolgte nach dem Entwurf von Karl Friedrich Schinkel als Normalkirche. Es handelte sich um die Mehrfachverwendung der Baupläne im ländlichen Bereich Preußens, die mit geringem Aufwand an die örtlichen Besonderheiten angepasst werden konnten und damit vergleichsweise kostengünstig waren. Gotteshäuser in diesem Stil entstanden etwa zur gleichen Zeit in den Kirchengemeinden Krangen und Tarmow.
Der Bau von der Grundsteinlegung etwa im Juni/Juli 1836 dauerte bis zum 4. November 1837 und kostete 7 316 Taler, 12 Groschen und 5 Pfennige. Von der Summe entfielen 60 Prozent auf das Kirchenschiff, der Rest auf den Kirchturm. Die Bauarbeiten standen unter Leitung des Maurermeisters („Baukondukteur“) Friedrich Wilhelm Eduard Jakobi.
Die Einweihung nahm Superintendent Johann Gottlieb Schroener vor. Er hatte nach diesem Festakt einen Bericht an die Regierung zu schreiben, in dem er unter anderem den „gehorsamsten Dank von Pfarrer und Gemeinde für diese neue Kirche“ aussprach, „die im weiten Umfange die schönste der Kirchen auf dem Lande ist“.

### Von 1837 bis 1990
Im Jahr 1956 wurde im nördlichen Emporenaufgang ein beheizbarer Raum für Unterrichtszwecke abgetrennt, die Gemeindemitglieder nennen ihn auch „den Rapunzelturm“.
Im gleichen Jahr erhielt die Kirche elektrische Beleuchtung, wenige Jahre später erfolgte eine Renovierung des Innenraumes und das Kirchenschiff wurde neu eingedeckt. 1986/1987 wurde die Fassade erneuert.

### Seit 1990
Nach der Wende erwirkte die Kirchengemeinde eine Rückübertragung des Gebäudes in ihr Eigentum. Sie ließ die elektrische Läuteanlage durch eine elektronisch gesteuerte ersetzen und sorgte für die Einrichtung einer Teeküche und einer Toilette im ehemaligen nördlichen Treppenaufgang. Außerdem wurden schrittweise Teile des Kirchengebäudes erneuert. 2015 wurde das Dach neu gedeckt und dabei die ursprüngliche Decke des Kirchenschiffs frei gelegt.

## Architektur
Das Lagerbuch des Jahres 1871 enthält folgende Beschreibung der Kirche:

„Die Kirche liegt in der Mitte des Dorfes an der Nordostseite hinter dem Küsterhause. Sie ist 68 Fuß lang, wovon 13 1/2 auf den Thurm und 54 1/2 auf das Schiff der Kirche kommen; 41 1/2 tief, ein regelmäßiges Oblongum, durchweg massiv und sehr solide gebaut. Bis zum Dach ist sie 21 Fuß hoch, während der Thurm eine Höhe von 67 Fuß hat und außerdem oben mit einem vergoldeten Kreuz geschmückt ist; drei andere vergoldete Kreuze stehen oben auf dem Thurmseitenbau und auf dem Kirchendach am Ostgiebel. Thurm- und Kirchendach sind mit Ziegeln gedeckt, sämtliche Gesimse durch Zinkplatten geschützt. Die Kirche ist rosa gefärbt und macht in ihrer ganzen Gestalt und Beschaffenheit einen sehr freundlichen Eindruck.“

### Kirchenschiff
Das Kirchengebäude steht parallel zur Dorfstraße, nicht exakt geostet, sondern etwa um 10 Grad nach Norden gedreht. Es ist ein abgeputztes und mit einem Satteldach abgeschlossenes Bauwerk.
Die Außenmaße des Kirchenschiffes betragen: 21,30 m lang (inklusive Turm), 12,92 m breit, innen ist es 11,30 m breit. An beiden Längsseiten lassen je vier Rundbogenfenster Tageslicht in das Kircheninnere fallen. Auf der Chorseite sind zwei symmetrisch angeordnete gleich gestaltete Rundbogenfenster eingearbeitet. Die Kirchenfenster in weißen Holzrahmen sind segmentiert aber nicht farbig.
Unter der Orgelempore wurde 1956 ein Teil des Kirchenschiffs als Gemeinderaum abgeteilt und am 8. März erstmals zum Gottesdienst genutzt.

### Kirchturm

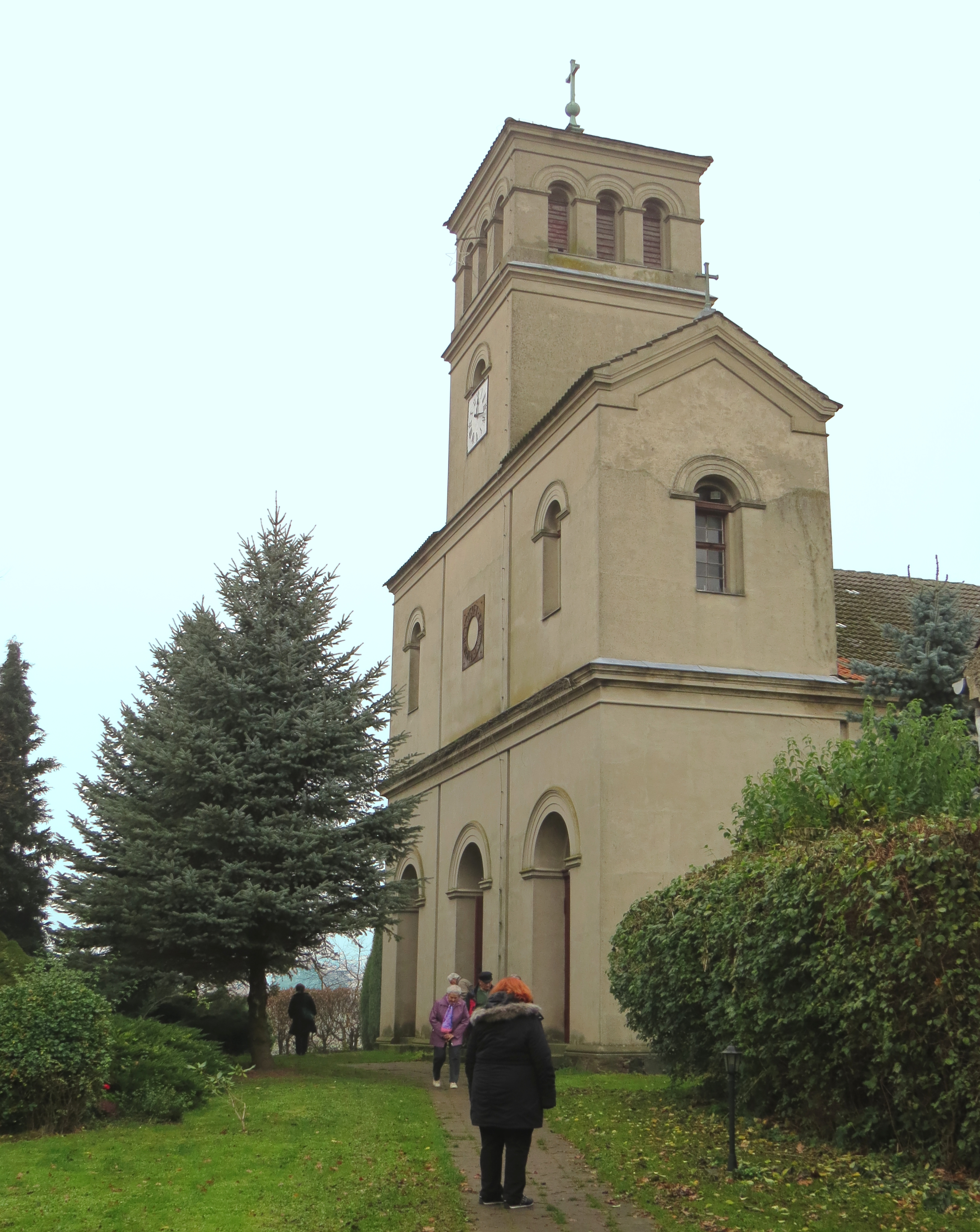
Westseite mit den drei Türmen und den Zugängen zum Kirchenraum

Der Kirchturm mit seinen zwei Seitentürmen, in denen die Glocken untergebracht sind, ist bis zur ersten Etage so breit wie das gesamte Kirchenschiff, darüber erhebt sich der Hauptturm bis zu einer Höhe von 19,30 m. Dieser ist im Verhältnis zu seinem giebelbreiten Unterbau niedrig.
Christian von Bassewitz, Oberpräsident der Provinz Brandenburg, hat die Kirche noch in der Bauphase besichtigt und vermerkte in seinem Reisebericht dazu: „Die vordere Façade des Thurmes hat mir gar nicht gefallen.“ Trotz der von der Baubehörde daraufhin als „unzweckmäßig“ bezeichneten Bauform wurde das Kirchengebäude nach den Schinkelschen Plänen vollendet.
Jeder der drei etwa gleich breiten Turmunterteile hat auf der Westseite des Gebäudes eine eigene, aber gleich hohe und breite Eingangstür im Rundbogenstil. Der mittlere Eingang führt in einen Narthex mit fast quadratischem Grundriss mit den Seitenlängen 2,25 m × 2,30 m (innen). Die beiden anderen Eingänge führten in die Treppenaufgänge zu den Emporen, davon ist aber nur noch der südliche Emporenaufgang erhalten. Vom Emporengeschoss gibt es eine Zentraltreppe in den Hauptturm hinauf.
In Kirchenvorraum hingen ursprünglich Kronleuchter, die wohl aus den Vorgängerkirchen stammten, sowie das Prospekt-Bild von Neuruppin und Wuthenow aus dem 17. Jahrhundert. Leuchter und Gemälde wurden im 20. Jahrhundert direkt in der Kirche aufgehängt.
Der eigentliche Kirchturm ragt 7,70 m über dem breiten Sockelgeschoss empor und weist einen quadratischen Grundriss von zirka 4 × 4 m auf. Im unteren Teil ist um das Jahr 1910 eine Kirchturmuhr eingefügt worden mit zwei einfachen weißen quadratischen Zifferblättern. Zuvor muss es noch in Höhe der Empore eine Uhr gegeben haben, denn ein Ziffernring ist über dem mittleren Portal zu erkennen. Ganz oben schließt, durch einen breiten Sims abgesetzt, ein arkadenartiger nach allen vier Seiten offener Umgang den Turmschaft ab. Schließlich endet der Kirchturm in einem relativ flachen Pyramidendach, in der Mitte bekrönt von einem Kreuz auf einer Turmkugel.

## Ausstattung

### Chor, Altar und Kanzel

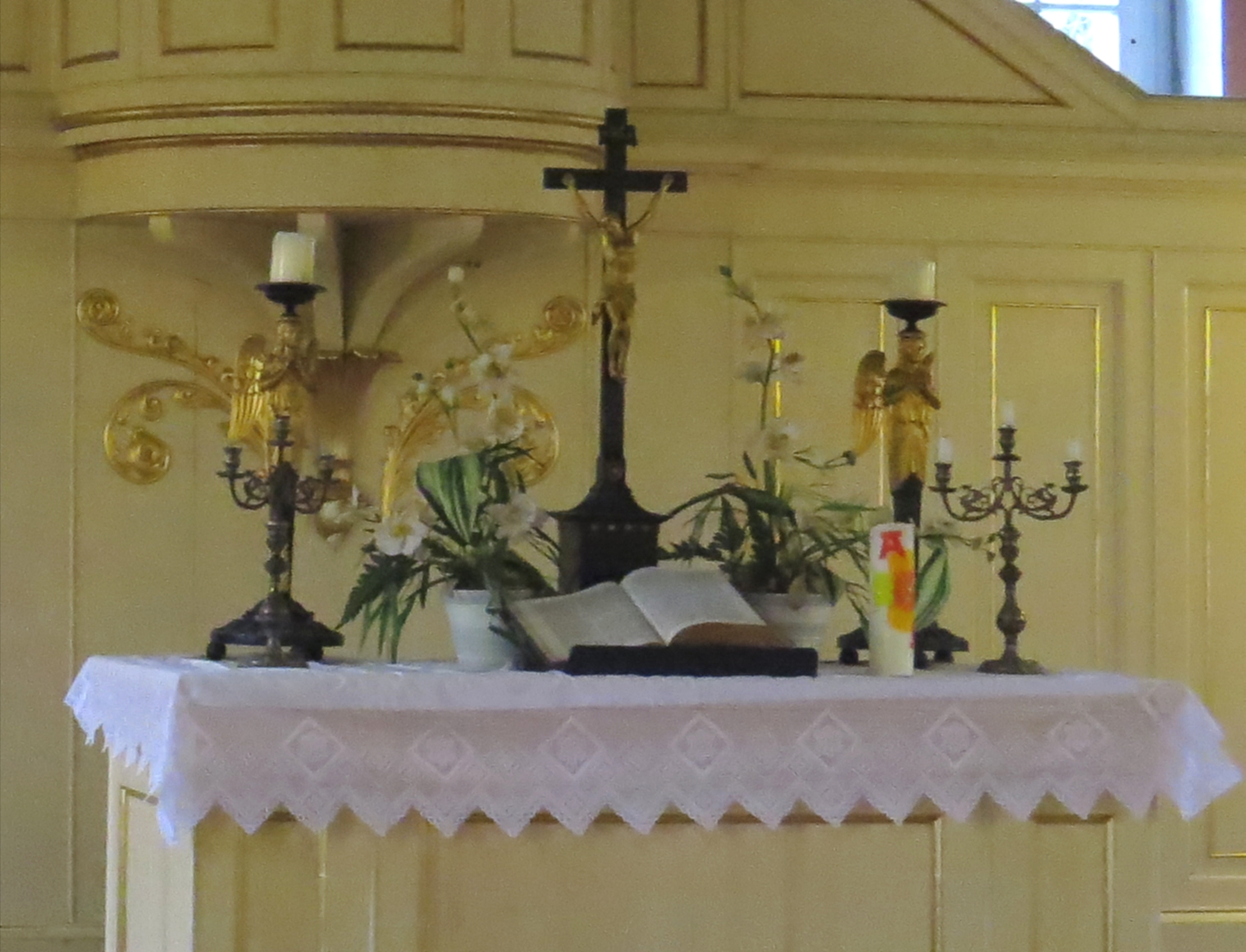
Altartisch

Der Chorraum fügt sich vom Hauptschiff in voller Breite an. Daran grenzt eine Altarwand mit dem halbrunden Kanzelaltar.
Der Altar auf einem dreistufigen Podest ist ein einfacher Altartisch (Mensa), auf dem gusseiserne Leuchter in Hermenform und ein Kruzifix stehen.
Der schlichte bewegliche hölzerne Taufstein trägt eine flache Schale mit Wasserkännchen.
Nach Schinkels Religionsverständnis waren Predigt, Liturgie und Sakrament gleichbedeutend, weswegen Kanzel, Altar und Taufe eine gestalterische Einheit bilden.

### Emporen
Der Kirchenraum wird von einer dreiseitigen Empore auf Balkensäulen umgeben. Die Seitenemporen ragen je 2,32 m in das Kirchenschiff hinein, die Westempore ist etwas schmaler, trägt aber die Orgel. Die dreiseitig umlaufende Emporenbalustrade ist wie die Altarseite kassettenartig untergliedert, weiß grundiert und mit Goldstreifen umrandet. Die Bänke auf den Emporen und die Kirchenbänke im Erdgeschoss sind weiß gestrichene unverzierte Sitzgelegenheiten. Neben dem Treppenaufgang auf der Westseite gibt es noch einen Aufgang vom Chorbereich her (auf der Südostseite).

### Kronleuchter, Taufe, Fenster, Bilder und Ausmalung

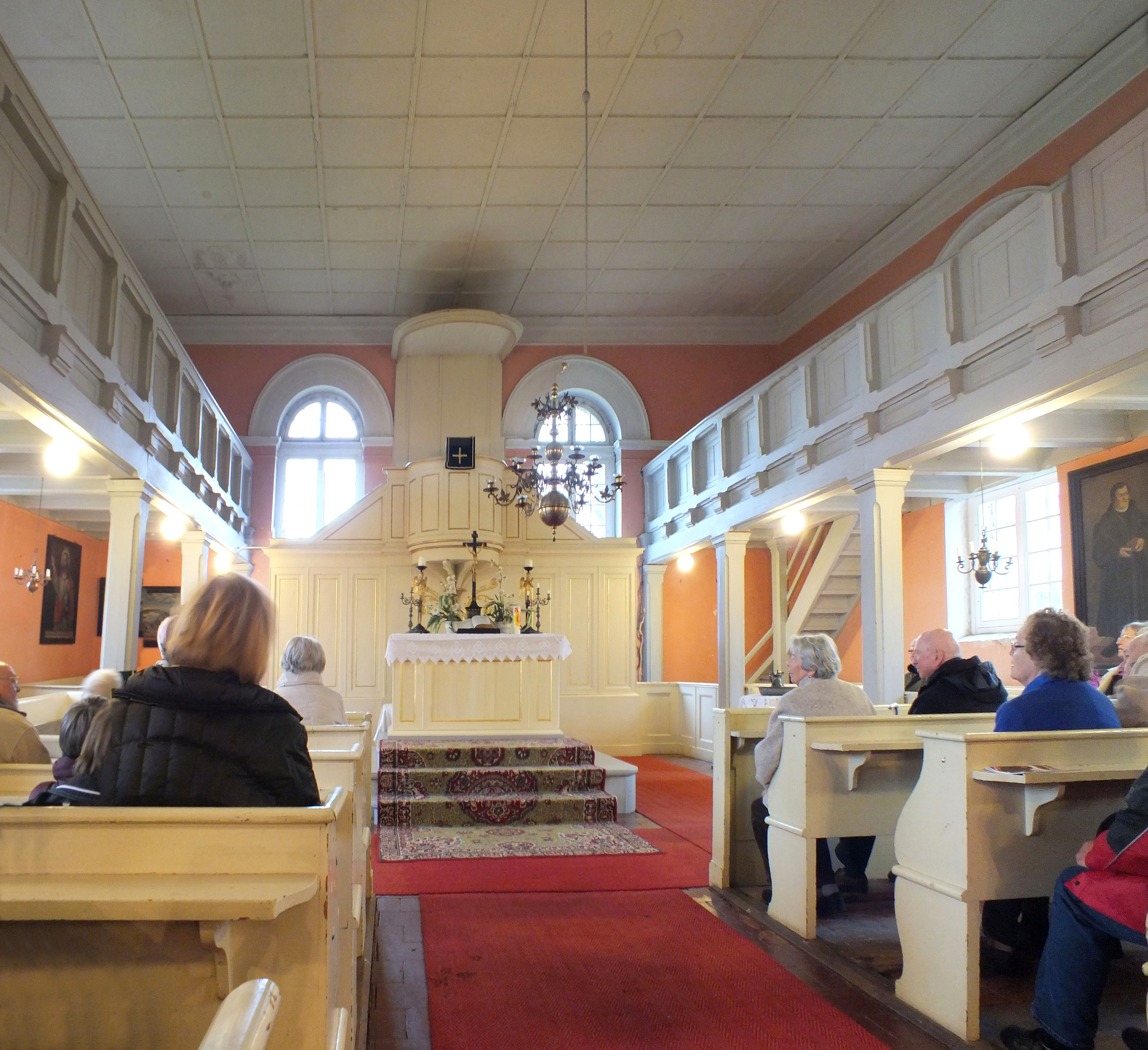
Blick in das Kirchenschiff mit dem Altar und der Kanzel (vor der letzten Renovierung)

Im Kirchenraum befinden sich zwei Kronleuchter. Der ursprüngliche hintere Kristalllüster, der im Band Kunstdenkmäler der Provinz Brandenburg erwähnt wurde, ist schwer beschädigt und wurde durch einen einfachen Kronleuchter ersetzt. Bei Konzerten oder Gottesdiensten werden sie mit Kerzen erleuchtet.
Aus der zweiten Dorfkirche ist die Taufschale aus Messing vorhanden, die 1672 für die Kirche Wuthenow gestiftet worden war. Aktuell dient sie als Opferschale.

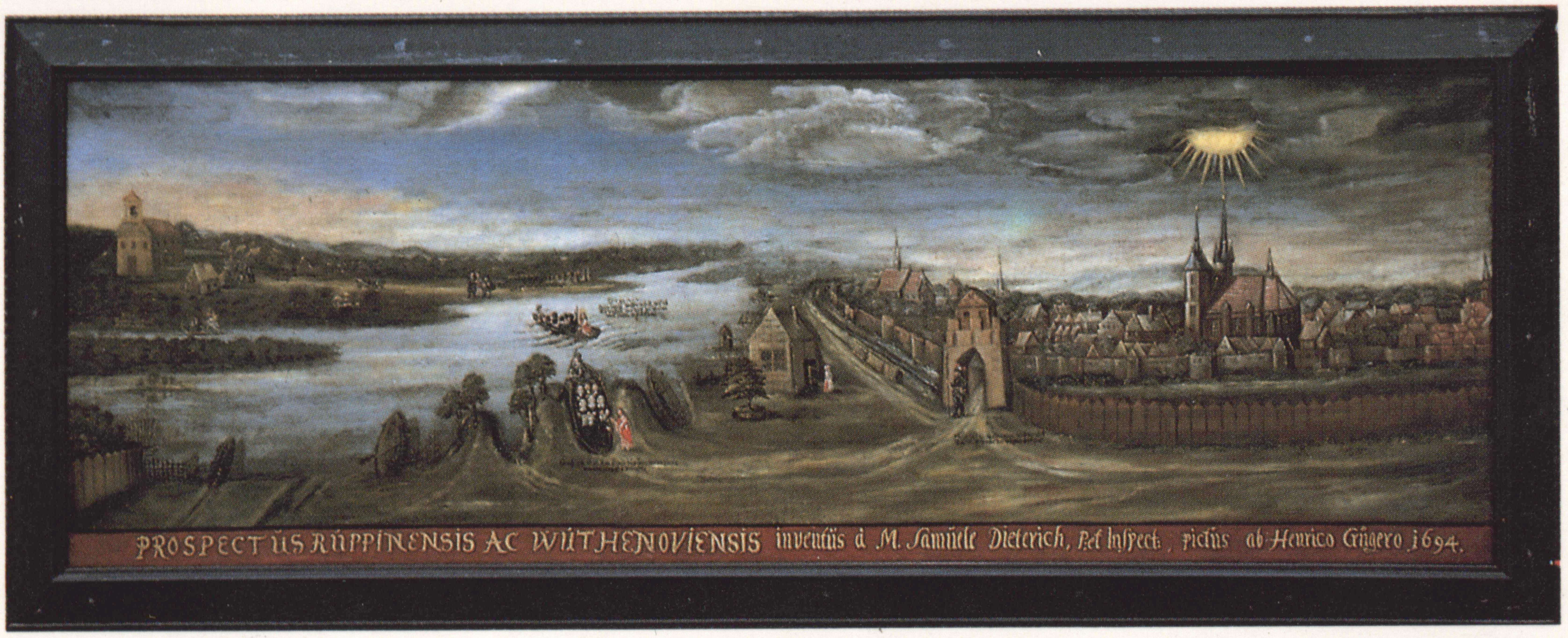
Prospectus Ruppinensis ac Wuthenowensis …, 1694

Folgende Gemälde sind im Kirchenschiff vorhanden:
- Prospectus Ruppinensis ac Wuthenowensis inventus a M. Samuele Dietrich Pet. Inspect. pictus ab Henrico Krügero, 1694.
In den Wanderungen durch die Mark Brandenburg, Band 1 – Die Grafschaft Ruppin von 1861 – beschreibt Theodor Fontane diese historische Stadtansicht von Neuruppin, die zu der Zeit im Kirchenvorraum hing. Das Gemälde wurde erstmals 1855, dann im Jahr 1981 fachgerecht restauriert. Seitdem hängt es im Kirchenraum, links neben den Altar unter der Nordempore.
- Christus mit der Weltkugel und den Worten aus Johannes 14,6 Via, Veritas, Vita (Weg, Wahrheit, Leben), entstanden etwa Ende des 17. Jahrhunderts, und mit dem Namen der Stifter versehen
- Martin Luther, Bild von C. Werneke aus dem Jahr 1837
- Christusbild von Walter Mohrig, 1935

Wie für evangelische Kirchen typisch ist keine aufwändige Wand- oder Deckenbemalung vorhanden. Die Chorwand wird von einem weißen Holzpaneel gebildet, dessen eingelassene Rechtecke mit Goldstreifen abgesetzt sind. Die Fensterzwischenräume und Wandflächen tragen einen glatten roten Farbanstrich und kontrastieren damit zu den weißen Grundtönen. Auf der Holzbalkendecke des Kirchenschiffs liegen Bretter auf, beides ist weiß gestrichen.

### Orgel

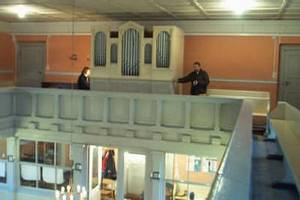
Empore mit Orgel

Im Jahr der Einweihung des Kirchengebäudes gab es noch keine Orgel. 1856 installierte die Firma Lütkemüller aus Wittstock auf der Empore eine einmanualige Orgel mit angehängtem Pedal. Die Gemeinde zahlte für das Instrument und die Aufstellung rund 400 Taler. Die Orgeldisposition lautet wie folgt:
| I Hauptwerk C– |    |
| Principal      | 8′ |
| Gedackt        | 8′ |
| Salicional     | 8′ |
| Prästant       | 4′ |
| Flöte          | 4′ |
| Octave         | 2′ |

Eingespielt wurde das Instrument am 4. Januar 1857, wobei der Königliche Musikdirektor Ferdinand Möhring aus Neuruppin anwesend war. Möhring bemängelte aus diesem Anlass, dass „im Pedal ein selbstständiger Subbass“ fehle.
Neben der Ablieferung von zwei Glocken im Ersten Weltkrieg als Metallspende des deutschen Volkes mussten auch die Orgelpfeifen aus dem Prospekt abgeliefert werden und wurden anschließend eingeschmolzen. Im Jahr 1921 fertigte Orgelbaumeister Carl Hoffmann aus Neuruppin einen neuen Prospekt mit Pfeifen, der von schlichtem hellem Holz gerahmt wird.
1980 wurde die Orgel von der Firma Ulrich Fahlberg, Eberswalde, überholt. Bis zum Jahr 2006 wurde die Windversorgung ausschließlich von einem Kalkanten sichergestellt, erst seit dieser Zeit steht ein zusätzliches elektrisches Gebläse zur Verfügung.

### Glocken
Im nördlichen Turm steht der Glockenstuhl für die große Glocke, im südlichen, der Straße zugewandten Turm befinden sich die beiden kleineren Glocken.
Die bei der Kircheneinweihung vorhandene große Bronzeglocke stammte aus der Gießerei Thiele in Berlin und trug die Jahreszahl 1818. Sie wog 436 Kilogramm und hatte an der Schärfe (dem unteren Glockenrand) einen Durchmesser von 92 cm. Im Ersten Weltkrieg musste sie, zusammen mit der kleinsten Bronzeglocke (diese hatte keine Inschrift aber hängende Lilien auf dem Hals), ausgebaut und als Metallspende abgeliefert werden. Sie dienten zur Rückgewinnung von Zinn und Kupfer, die für Kriegsgeräte benötigt wurden.
Die Gemeinde gab nach der Weltwirtschaftskrise eine neue große Glocke als Eisenhartguss in Auftrag. Sie wurde 1927 erstmals geläutet.
Die mittlere Glocke ist die älteste und stammt wohl noch aus dem ersten Kirchenbau des Ortes. Auf dem Wolm trägt sie einen bisher noch nicht entzifferten Text in Unzialschrift.
1921 wurde die kleinste Glocke durch eine in der Gießerei Lauchhammer in Torgau gefertigte neue Bronzeglocke ersetzt.
| Glocke          | Schlagton | Gewicht | Durchmesser | Bemerkungen                      |
| --------------- | --------- | ------- | ----------- | -------------------------------- |
| Große Glocke    | g′        | 650 kg  | 1370 mm     | Eisenhartguss                    |
| Mittlere Glocke | b′        | 730 kg  | 0770 mm     | Klöppel vor 1914 ausgetauscht    |
| Kleine Glocke   | a′        | 720 kg  | 1200 mm     | Klöppel abgebrochen (Stand 2014) |

Bis zum Jahr 1961 wurden die Glocken manuell geläutet, danach tat eine elektrische Läuteanlage der PGH Gloria aus Bad Wilsnack ihren Dienst. Seit 2010 übernimmt eine kleine Computeranlage die Steuerung, installiert von der Firma Glocken Bittner aus Berlin-Hellersdorf.

## Friedhof
Die Kirche ist ringsum umgeben vom kirchlichen Friedhof, der inzwischen für Bestattungen geschlossen wurde.

## Gemeindeleben
Die Kirchengemeinde sorgt dafür, dass die als Baudenkmal ausgewiesene Kirche besichtigt werden kann. Die Schinkelkirche nimmt an dem Projekt Offene Kirche teil. Gemeindemitglieder betreuen die Besucher ehrenamtlich.
Am 1. Januar 2008 schlossen sich die vorher selbstständigen Kirchengemeinden Wuthenow, Neuruppin, Alt Ruppin, Bechlin, Wulkow, Storbeck, Molchow und Krangen zur Gesamtkirchengemeinde Ruppin zusammen.
Außer den üblichen Nutzungen entsprechend der Christlichen Lehre finden in der Kirche auch öffentliche Konzerte statt.
Ein im Jahr 2009 gegründeter Freundeskreis Schinkelkirche zu Wuthenow verfolgt das Ziel, die Kirche dauerhaft zu erhalten.